# Overgaden
Overgaden er navn på to gader på hver side af Christianshavns Kanal på Christianshavn i København.
Overgaden neden Vandet med ulige husnumre ligger på den nordvestlige side ad kanalen, nærmest havnen og Københavns centrum. Overgaden oven Vandet har lige husnumre og ligger på den sydøstlige side af kanalen, langs Christianshavns Torv og nærmere Amager.
I de to Overgader ligger en del karakteristiske huse, f.eks. Søkvæsthuset i Overgaden oven Vandet 58-64. Overgaden, Institut for Samtidskunst ligger i Overgaden neden Vandet 17.

## Gadenavnet
Over- i navnet kommer nederlandsk oever eller nedertysk over, som betyder (flod)bred eller kaj (jf. højtysk Ufer). Oever blev på ældre nederlandsk udtalt ['o:vər], mens det i dag udtales ['u:vər]. Christianshavn blev beordret grundlagt i 1618 på foranledning af Christian 4, som ville bygge en kanalby efter nederlandsk forbillede. Grundplanen blev tegnet af bygmesteren Johan Sems fra den nederlandske provins Frisland.